# Chiffre de Delastelle
Le chiffre de Delastelle est un procédé cryptographique qui utilise une grille de chiffrement/déchiffrement analogue à celle du carré de Polybe. Il repère les coordonnées de plusieurs lettres claires, mélange ces coordonnées, puis lit dans la grille les lettres chiffrées correspondant aux nouvelles coordonnées obtenues. Ce procédé est dit tomogrammique. Le Traité élémentaire de cryptographie de Delastelle, seul cryptographe civil important de l'époque, fut publié chez Gauthier-Villars en 1902.
La méthode de chiffrement repose sur trois points : il faut tout d’abord regrouper les lettres du message choisies 5 par 5. C’est un principe dit tomogrammique, c’est-à-dire un regroupement de caractères. Puis on note, sous chaque lettre, les coordonnées qui correspondent (en vertical). Et enfin, pour obtenir le message codé, il faut lire les coordonnées horizontalement. Le chiffre de Delastelle est très semblable à celui de Polybe.
Il existe deux variantes de ce chiffre, toutes deux dues à Delastelle, une à deux coordonnées et une à trois coordonnées. D'après une étude réalisée en 2021, cette dernière aurait été utilisée dans les années 1970 par le tueur du Zodiaque pour certains de ses cryptogrammes.